# Denkmal für die Opfer von Lubin 1982

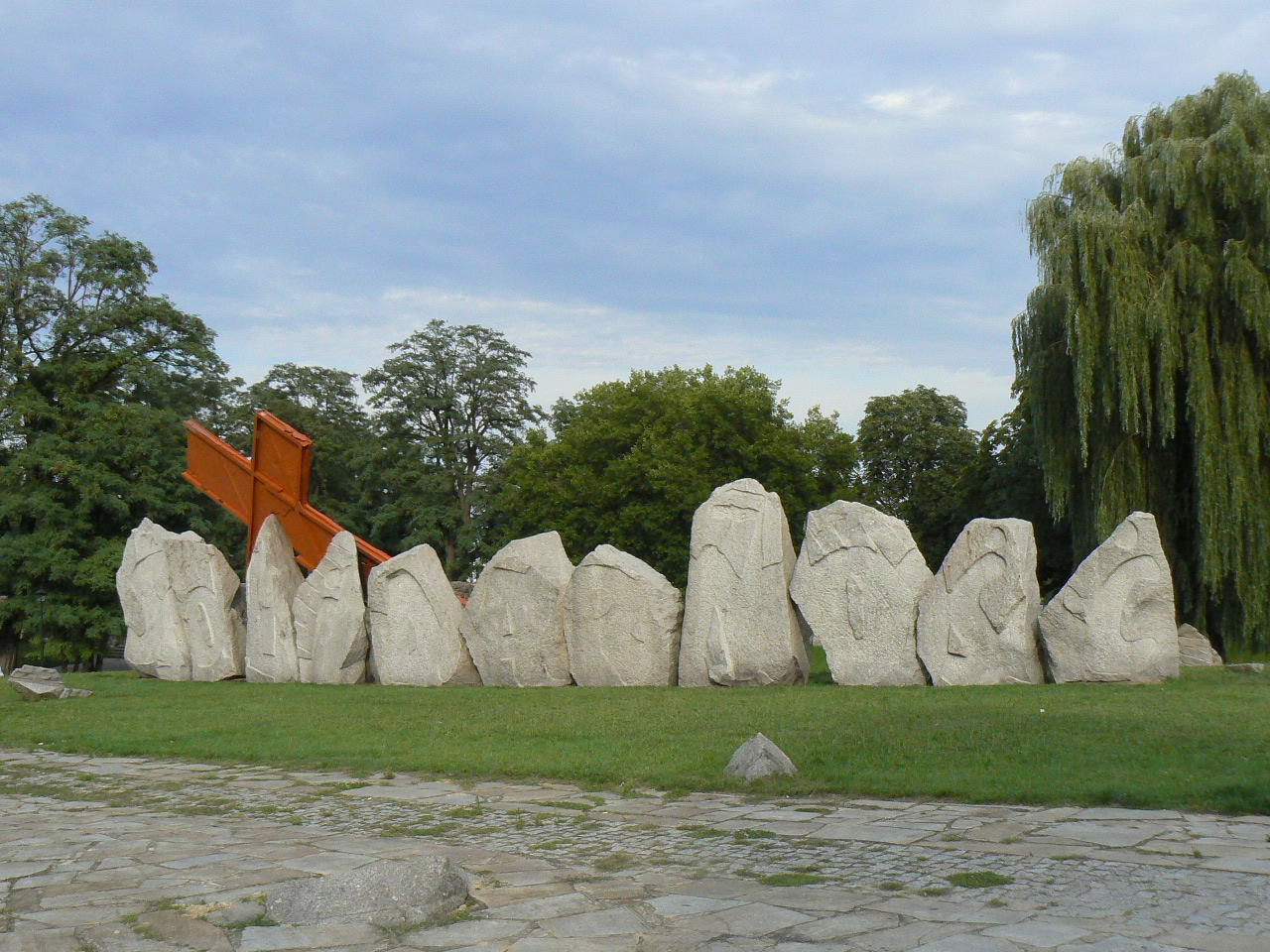
Das Denkmal für die Opfer von Lubin 1982

Das Denkmal für die Opfer von Lubin 1982 ist eine Gedenkstätte am Schlosshügel in Lubin, die am 31. August 1992 zum 10. Jahrestag des brutalen Verbrechens in Lubin (polnisch Zbrodnia Lubińska) eingeweiht wurde. Das Denkmal befindet sich in der Nähe des Ortes, wo am 31. August 1982 die tragischen Ereignisse - die Bürgermiliz (pol. Milicja Obywatelska) hat eine friedliche Demonstration gegen das Kriegsrecht in Polen (pol. stan wojenny) niedergeschlagen - stattgefunden haben. Die Milizionäre haben dann drei Personen erschossen und dutzende verletzt.
An der feierlichen Einweihungszeremonie hat u. a. Erzbischof Henryk Gulbinowicz teilgenommen.
Das Denkmal besteht aus elf Gedenksteinen. Auf jedem wurde ein Buchstabe eingraviert. Alle Buchstaben bilden das Wort Solidarność (Solidarität). Drei Gedenksteine stützen das Kreuz, dessen Oberfläche die Spuren von Schuhsohlen und Autoreifen zeigt. Das Denkmal wurde von Zbigniew Frączkiewicz entworfen. Nach dem Projekt wurden neben dem zentralen Denkmal noch zwei kleinere gebaut. Das erste (ein Gedenkstein stützt ein Kreuz) ist Michał Adamowicz und das zweite (zwei Gedenksteine stützen ein Kreuz) Mieczysław Późniak und Andrzej Trajkowski gewidmet. Sie wurden an den Plätzen aufgestellt, wo die oben genannten Männer ums Leben gekommen waren. Auf jedem Gedenkstein befinden sich die Abkürzung ŚP (wortwörtlich steht für seligen Angedenkens; in Polen ist eine solche Inschrift sehr oft auf den Grabsteinen zu sehen), der Name des Opfers, der Text gefallen am 31.08.1982 und die Wendungen: Beurteilen Sie sie alle nach dieser einen Tat (auf dem Gedenkstein für Michał Adamowicz) und Sie schweigen und schreien doch (auf dem Gedenkstein für Mieczysław Poźniak und Andrzej Trajkowski).

## Lokalisation
Das Denkmal befindet sich am Schlosshügel (vom Marktplatz ist es von der Piastowska- oder Bolesław-Chrobry-Straße zu erreichen), etwa 150 Meter vom Rathaus entfernt. Der Gedenkstein für Michał Adamowicz befindet sich in der Nähe des Schlosshügels vor dem Steg über dem Fluss Baczynka, und der Gedenkstein für Mieczysław Poźniak und Andrzej Trajkowski befindet sich an der Kreuzung der Wrocławska- und Odrodzenia-Straße (ungefähr 150 Meter von dem Rathaus; der Zugang entlang der Odrodzenia-Straße). Der Schlosshügel und der Marktplatz können mit dem Bus (Stadtverkehr) erreicht werden. Die nächsten Bushaltestellen sind: „Cuprum Arena - Kopernika“ und „Paderewskiego - rondo“.

## Galerie

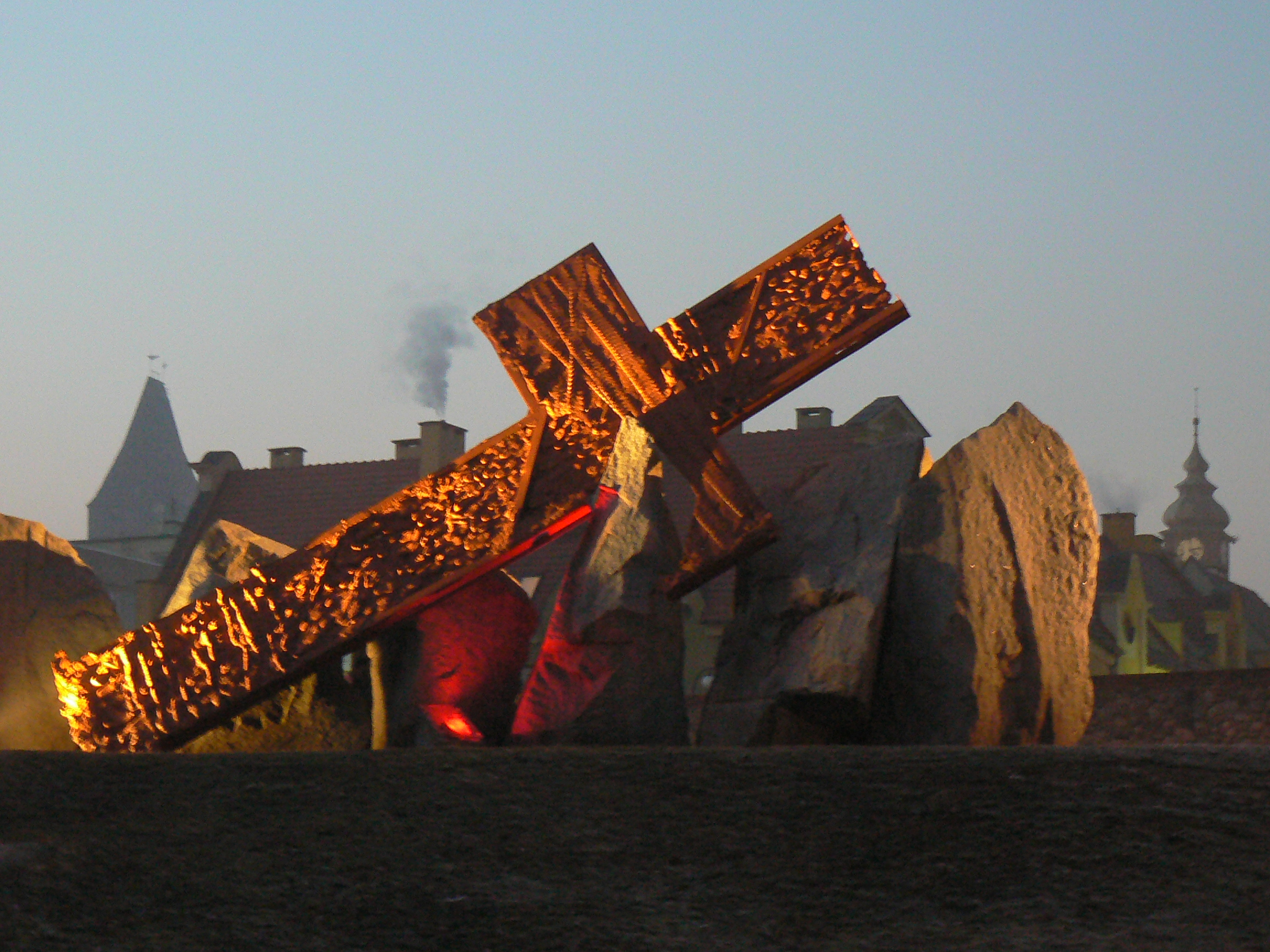
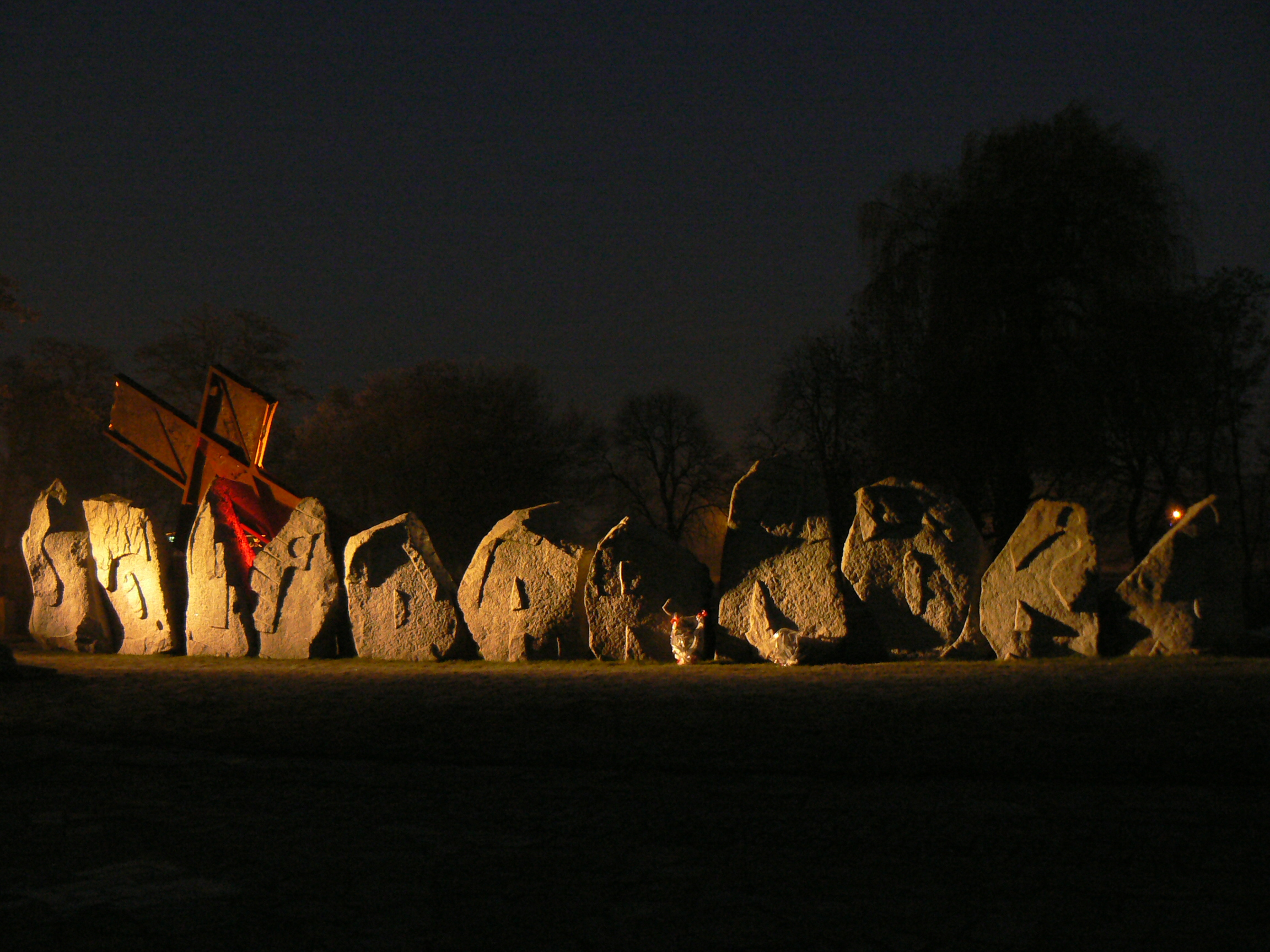
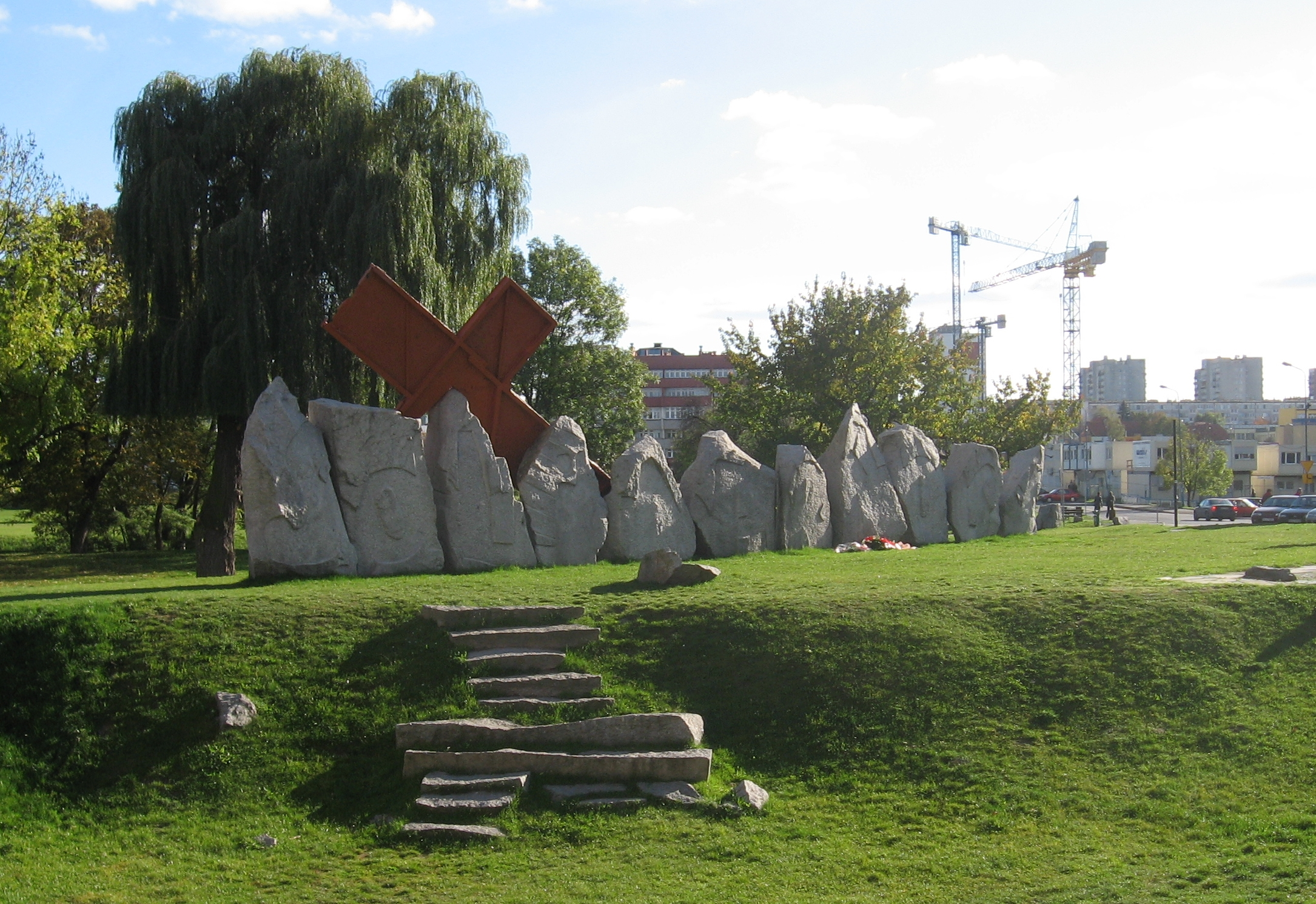
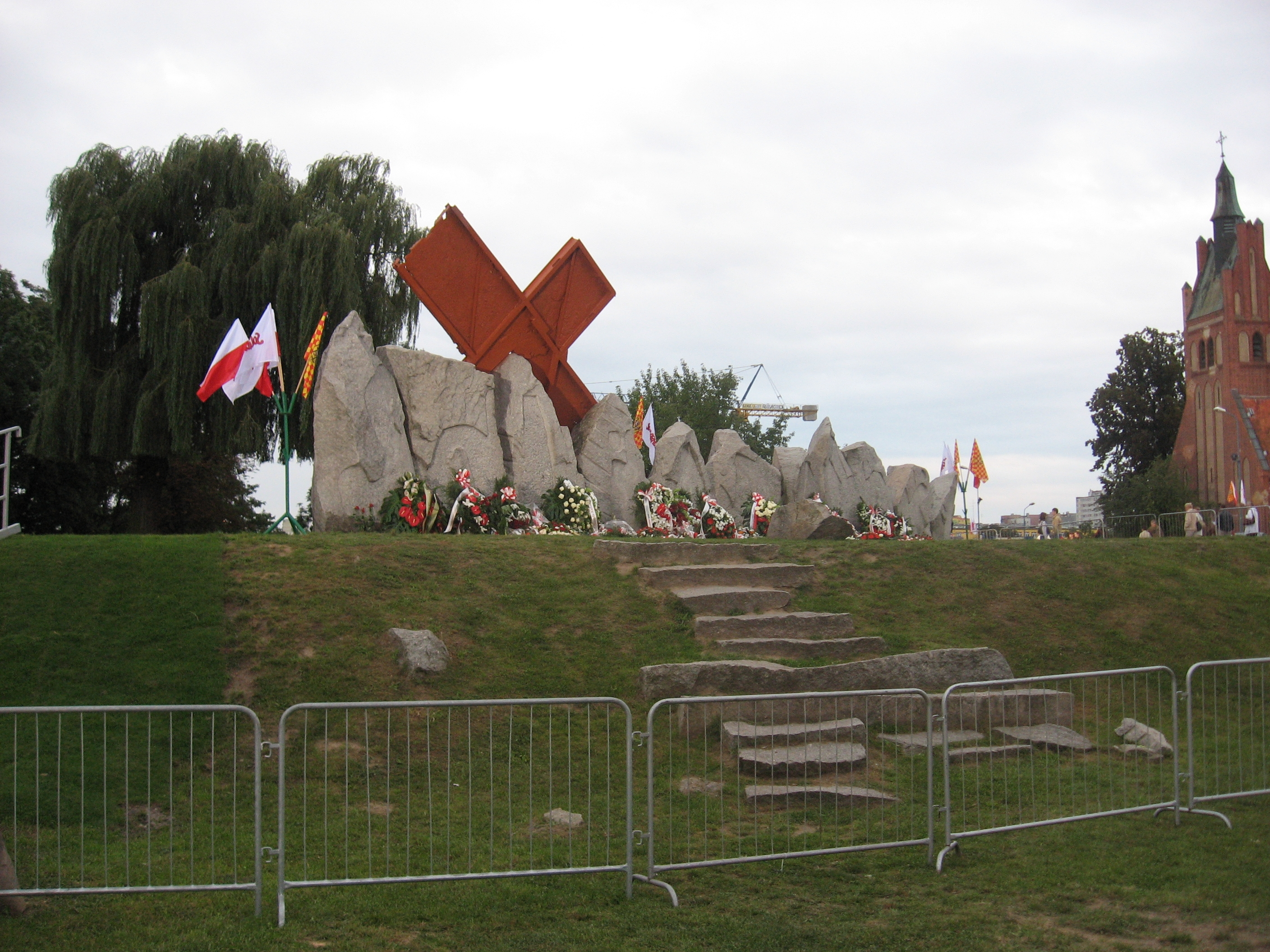

Koordinaten: 51° 23′ 46,3″ N, 16° 12′ 29,2″ O